# Josef Peter (Politiker)
Josef Gebhard Peter (* 9. Jänner 1889 in Hohenems; † 6. August 1959 in Bregenz) war ein österreichischer Politiker (SDAP) und Bahnbeamter. Er war von 1920 bis 1923 sowie von 1930 bis 1932 Abgeordneter zum Vorarlberger Landtag.

## Ausbildung und Beruf
Peter besuchte die Volksschule in Hohenems und absolvierte eine Lehre als Elektriker und Stickmaschinenmonteur. Er leistete zwischen 1911 und 1913 seinen Militärdienst ab und wurde nach Ausbruch des Ersten Weltkriegs 1914 zum Kriegsdienst eingezogen, wo er bis 1917 eingesetzt wurde. Er arbeitete von 1922 bis 1938 als Sekretär der Mietervereinigung in Vorarlberg und war zwischen 1939 und 1943 Leiter der Wohnwirtschaftsstelle. Danach war er als Angestellter und später als Leiter des Wirtschaftsamtes in Bregenz bis zu dessen Auflösung 1951 tätig. 

## Politik und Funktionen
Peter war Mitglied der Sozialdemokratischen Partei und innerparteilich als Mitglied der Landesparteivertretung und Obmann der Parteikontrolle aktiv. Zudem war er Gründer und Obmann der Lokalorganisation Hohenems
und  Obmann der Stadt- und Bezirksorganisation Bregenz. Er wurde am 8. Mai 1920 Abgeordneter des Wahlbezirkes Feldkirch bzw.  Nachfolger von Franz Josef Riedmann im Vorarlberger Landtag angelobt und gehörte diesem bis zum 5. November 1923 an, wobei er Mitglied im Ausschuss für Straßen- und Wasserbauten sowie im Subventionsausschuss war. Er war zudem lokalpolitisch bis 1922 als Mitglied der Gemeindevertretung Hohenems aktiv und war danach von 1924 bis 1929 Mitglied des Gemeindeausschusses Bregenz bzw. von 1929 bis 1933 Mitglied des Bregenzer Stadtrates. Er wurde am 23. Dezember 1930 neuerlich, diesmal als Nachfolger von Hermann Hermann bzw. als Abgeordneter des Wahlbezirkes Bregenz, im Vorarlberger Landtag angelobt, dem er bis zum 21. November 1932 angehörte. 1934 wurde er aus politischen Gründen verhaftet. Nach dem Zweiten Weltkrieg wirkte Peter von 1945 bis 1947 als erster Vizebürgermeister von Bregenz und war danach von 1947 bis 1950 zweiter Vizebürgermeister. Im Anschluss war er von 1950 bis 1953 neuerlich Mitglied des Stadtrates. Des Weiteren engagierte er sich als Mitglied von Sport- und Kulturorganisationen des Bezirkes Bregenz der SPÖ.
Peter war des Weiteren Präsident der Sozialistischen Bodensee-Internationale, Vorarlberger Mietervereinigung, Gründer des Vereins Arbeiterheim Bregenz, Gründer des Arbeiterstreichorchester Bregenz und Mitglied des Aufsichtsrates der Neuen Heimat.

## Privates
Josef Peter war Sohn des Landarbeiters Sebastian Peter (1837–1913) und dessen Gattin Karolina Witzemann (1849–1897). Er heiratete am 16. Oktober 1922 in Bregenz die in Höchst geborene Maria Blum und wurde zwischen 1923 und 1932 Vater von zwei Söhnen und einer Tochter. Sein Sohn, Walter Peter, war ebenfalls Politiker.

## Auszeichnungen
- Karl-Truppenkreuz (Erster Weltkrieg)
- Träger des Goldenen Parteiabzeichens der SPÖ
- Viktor-Adler-Plakette